# بهل‌پور
بهل‌پور (به انگلیسی: Behilpur) یک منطقهٔ مسکونی در پاکستان است که در پنجاب واقع شده‌است. بهل‌پور ۷۳۸ نفر جمعیت دارد.